# Chondrosteginae
Sous-famille
Les Chondrosteginae sont une sous-famille d’insectes lépidoptères de la famille des Lasiocampidae.

## Liste des genres
Selon BioLib (6 mai 2019) :
- genre Chondrostega Lederer, 1858
- genre Chondrostegoides Aurivilius, 1905

Certaines sources ajoutent parfois le genre Libanopacha.